# Dorota Wilk
Dorota Wilk (ur. 28 kwietnia 1988) – polska siatkarka grająca na pozycji rozgrywającej, reprezentantka Polski. Wychowanka polskiego klubu KPSK Stal Mielec. Siostrą siatkarki jest Agata Babicz. Ich brat Paweł Wilk gra w SPR Stal Mielec.

## Sukcesy klubowe
Mistrzostwo Polski:
- 2012, 2013